# Encore/Curtains Down
Pour les articles homonymes, voir Encore.
Singles de Eminem
Mosh
(2004) Like Toy Soldiers
(2004)
Singles par Dr. Dre
The Watcher 2
(2003) Imagine
(2006)
Singles par 50 Cent
Westside Story
(2004) How We Do
(2004)
Encore (parfois stylisé ƎNCORE) est une chanson du rappeur américain Eminem accompagné de Dr. Dre et 50 Cent, tirée de l'album Encore sorti en 2004. Écrite et composée par les trois rappeurs présents sur le titre et par Mike Elizondo et Mark Batson, produite par Dr. Dre et Mark Batson, elle constitue le second single extrait de Encore. La chanson est distribuée par Interscope Records, Aftermath Entertainment, le label de Dr. Dre, et Shady Records, label fondé par Eminem et Paul Rosenberg.

## Paroles
Dans cette chanson, les trois rappeurs traitent de leurs réussites respectives. Dr. Dre parle de l'influence de ses deux albums (The Chronic et 2001) dans le monde du rap. Eminem parle quant à lui de leur longévité en haut des charts en ayant surmonté des jeunesses difficiles. Il traite également des one-hit wonders dans le monde du rap en revenant toujours à la longévité de sa réussite. Eminem évoque également la sortie éventuelle de l'album de Dr. Dre, Detox. À noter que cet album n'est toujours pas sorti.
La chanson achève également le « scénario » de l'album Encore. En effet, cet album raconte une tuerie dans la salle de concert où se produit Eminem. Dans le skit achevant l'album, nommé « Curtains Down », on entend Eminem abattant les spectateurs de son concert avant de retourner son arme contre lui. La chanson se termine par cette phrase : « Bye, bye, see you in hell » (en français « Au revoir, on se voit en enfer »). Eminem essaie ainsi de montrer que son alter ego Slim Shady a pris le dessus sur lui-même. Ce skit est très controversé et retiré de la version clean de l'album.

## Clip vidéo
Aucun clip n'a été réalisé pour ce second single. Lors des retrouvailles des trois rappeurs sur le titre Crack A Bottle de l'album Relapse, un clip sera publié en 2022 sur la chaine YouTube d'Eminem.

## Liste des pistes
Vinyle 12"
| No | Titre                                | Auteur          | Producteurs           | Durée |
| -- | ------------------------------------ | --------------- | --------------------- | ----- |
| 1. | Encore/Curtains Down (version clean) | Eminem, 50 Cent | Dr. Dre & Mark Batson | 5:13  |
| 2. | Encore/Curtains Down (version album) | Eminem, 50 Cent | Dr. Dre & Mark Batson | 5:47  |
| 3. | Encore/Curtains Down (instrumentale) | Eminem, 50 Cent | Dr. Dre & Mark Batson | 5:21  |
| 4. | Encore/Curtains Down (A cappella)    | Eminem, 50 Cent | Dr. Dre & Mark Batson | 5:16  |

## Performances dans lescharts
| Pays - classement (2004-05)                                  | Meilleure position |
| ------------------------------------------------------------ | ------------------ |
| Royaume-Uni - UK Singles Chart (The Official Charts Company) | 116                |
| États-Unis - Billboard Hot 100                               | 25                 |
| États-Unis - Hot R&B/Hip-Hop Songs (Billboard)               | 48                 |
| États-Unis - Rap Songs (Billboard)                           | 20                 |
| États-Unis - Pop Songs (Billboard)                           | 19                 |
| États-Unis - Pop 100 (Billboard)                             | 22                 |